# Zhunan
Zhunan (壯圍鄉S, Zhúnán ZhènP) è un comune di Taiwan, situato nella provincia di Taiwan e nella contea di Miaoli.